# Toulon-sur-Allier

Toulon-sur-Allier este o comună în departamentul Allier din centrul Franței. În 1 ianuarie 2022 avea o populație de 1.171 de locuitori.